# حارث هیسنی
حارث هیسنی (انگلیسی: Haris Hyseni؛ زادهٔ ۱۴ سپتامبر ۱۹۹۲) بازیکن فوتبال اهل صربستان است.
از باشگاه‌هایی که در آن بازی کرده‌است می‌توان به باشگاه فوتبال آینتراخت برانشوایگ و باشگاه فوتبال یان رگنسبورگ اشاره کرد.